# برنامه کاوش مریخ
برنامه کاوش مریخ (انگلیسی: Mars Exploration Program) یا (MEP) تلاش دراز مدتی برای کاوش‌گری‌های سیاره مریخ است که توسط ادارهٔ ملی هوانوردی و فضای ایالات متحده ناسا تأمین مالی و هدایت می‌شود. برنامهٔ اکتشاف مریخ MEP که در سال ۱۹۹۳ تشکیل شده، از فضاپیماهای مدارگرد، سطح‌نشین‌ها و مریخ نوردها برای بررسی امکان زندگی در مریخ و نیز آب و هوا و منابع طبیعی این سیاره استفاده کرده‌است. این برنامه را ادارهٔ ماموریت‌های علمی ناسا توسط داگ مک کوئیسیشن از بخش علوم سیاره‌ای مدیریت می‌کند. در نتیجه کاهش ۴۰ درصدی بودجه ناسا برای سال مالی ۲۰۱۳، گروه برنامه‌ریزی برنامه مریخ (MPPG) با هدف گردهم آوردن رهبران فناوری، علوم، عملیات انسانی و مأموریت‌های علمی ناسا برای کمک به تنظیم مجدد نماینده پارلمان اروپا تشکیل شد.

## زمینه

### پیشینه
، گروه تجزیه و تحلیل برنامه کاوش مریخ (MEPAG) برای نخستین بار که در اکتبر ۱۹۹۹ تشکیل شد جامعه علمی را قادر ساخت تا برای برنامه‌ریزی و اولویت بندی برنامهٔ اکتشاف مریخ اطلاعاتی ارائه دهد. مأموریت‌های اکتشاف مریخ، مانند بیشتر مأموریت‌های ناسا، می‌توانند بسیار پرهزینه باشند. به عنوان مثال، مریخ نورد کنجکاوی ناسا که (در اوت ۲۰۱۲ در مریخ فرود آمد) بودجه ای بیش از ۲٫۵ میلیارد دلار داشته‌است. ناسا همچنین اهداف همکاری با آژانس فضایی اروپا (ESA) را برای انجام مأموریتی شامل برگرداندن نمونه از خاک مریخ به زمین دارد که هزینهٔ آن حداقل ۵ میلیارد دلار و تکمیل آن حدود ده سال به طول می‌انجامد.

## پیوندهای وابسته
- کاوش‌گری مریخ
- فهرست مأموریت به مریخ